# Phyllocnistis citrella
La minatrice serpentina degli agrumi (Phyllocnistis citrella Stainton, 1856) è un lepidottero appartenente alla famiglia Gracillariidae, diffuso in tutti i continenti ma di recente introduzione in Italia (1994); vive su tutti i Citrus, ma è in grado di attaccare anche piante appartenenti ad altre famiglie: Oleaceae, Loranthaceae, Lauraceae, Leguminose, Salicaceae e Tiliaceae.

## Generalità
È una specie originaria del Sud-Est asiatico che si è diffusa dapprima in Australia ed in Africa, poi nel 1993 in America (Florida) ed in Europa, ad iniziare dalla Spagna. In Italia la presenza della minatrice è stata rilevata, nell'autunno del 1994, in Sardegna e, nel luglio del 1995, nei comprensori della Calabria e della Sicilia. In pratica, tutti i comprensori agrumicoli e tutte le specie di agrumi sono stati interessati nell'arco di pochi mesi (luglio-settembre). P. citrella è un microlepidottero minatore che localizzandosi su foglie giovani, su germogli e, sporadicamente, anche sui frutti provoca disseccamenti, necrosi ed accartocciamenti con conseguente perdita di foglie colpite.

## Descrizione

### Adulto
L'adulto è una farfallina di piccole dimensioni (apertura alare 4mm) che ha le ali anteriori bianco-argentee, frangiate, con sottili bande scure trasversali ed una macchiolina nera all'apice. Pur avendo l'abitudine di uscire dai ricoveri al tramonto del sole, si può riscontrare in pieno giorno tra la vegetazione delle piante.

### Larva
La larva è di colore giallo-verdognolo e raggiunge a maturità 3 mm di lunghezza; conduce vita endofitica ed è caratterizzata da uno sviluppo ipermetamorfico, con due tipi ben differenziati:
- Larva di I tipo (prime tre età): apoda con il corpo affusolato e depresso; questa larva, bianca inizialmente per poi divenire di colore giallo, è plasmofaga e si nutre mediante due mandibole laminari che si muovono orizzontalmente tagliando le pareti trasverse delle cellule epidermiche;
- Larva di II tipo: pur avendo ancora vita endofitica è afaga (cioè non si nutre) e presenta un apparato boccale subatrofico con una papilla sericipara pronunciata. Con la seta prodotta essa prepara un ricettacolo per incrisalidarsi, piegando un piccolo lembo al margine della foglia.

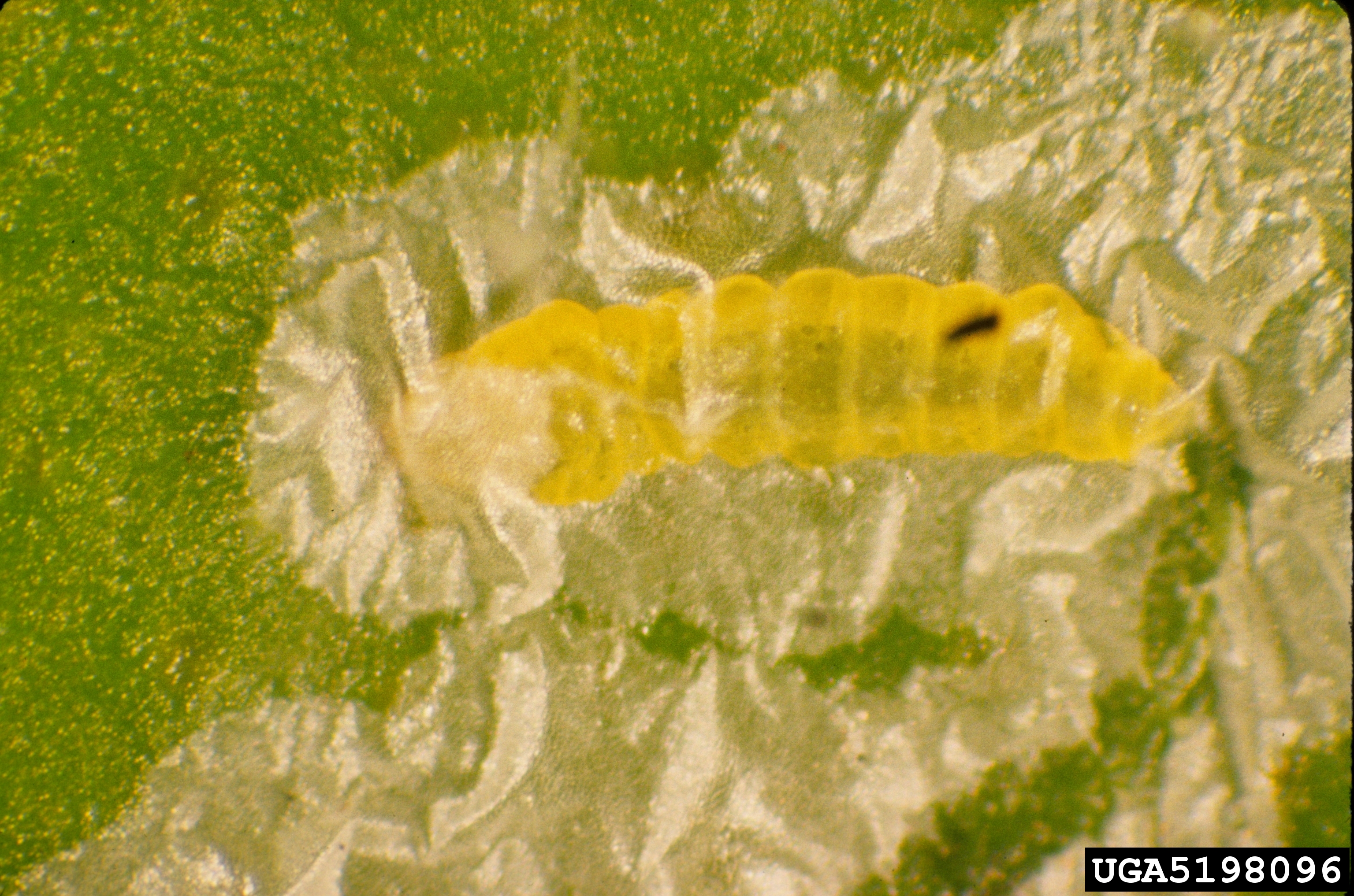
Larva

### Pupa
La crisalide, lunga 2-2,5mm e di colore marrone, è dotata anteriormente di uno sclerite che serve per lacerare lo strato epidermico della mina fogliare, favorendo così lo sfarfallamento dell'adulto.

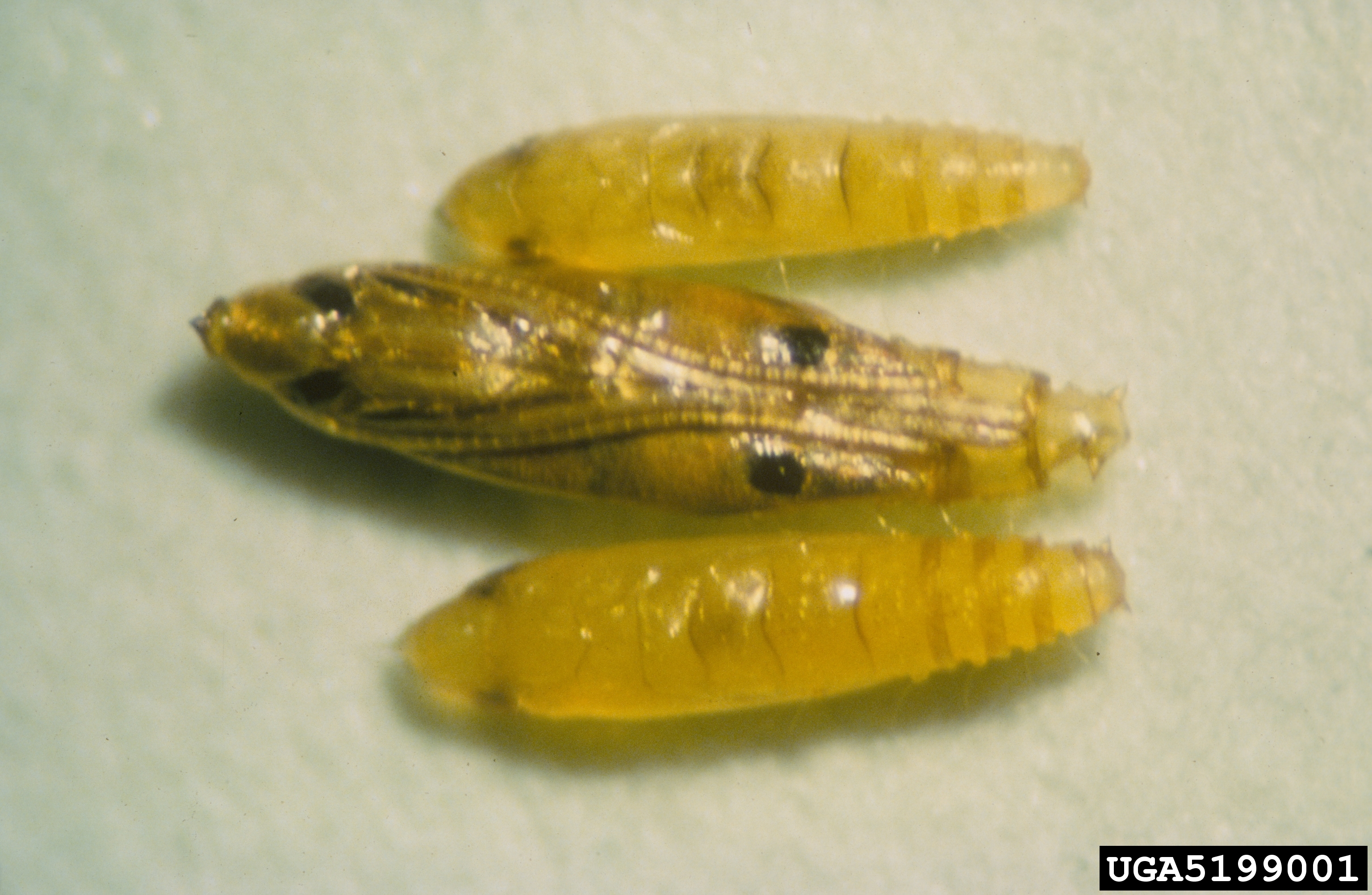
Pupe

### Uovo
L'uovo, trasparente e di forma lenticolare, viene deposto normalmente in prossimità della nervatura centrale della foglia.

## Parti attaccate e danni

### Foglie
Le larve danneggiano le foglie scavando mine sottoepidermiche sinuose, ripiegate su se stesse. Queste gallerie sono caratterizzate da una linea scura centrale dovuta agli escrementi della larva e da un colore argenteo causato dall'aria che vi penetra. Le foglie colpite appaiono deformate, con ripiegature del bordo verso la pagina inferiore.

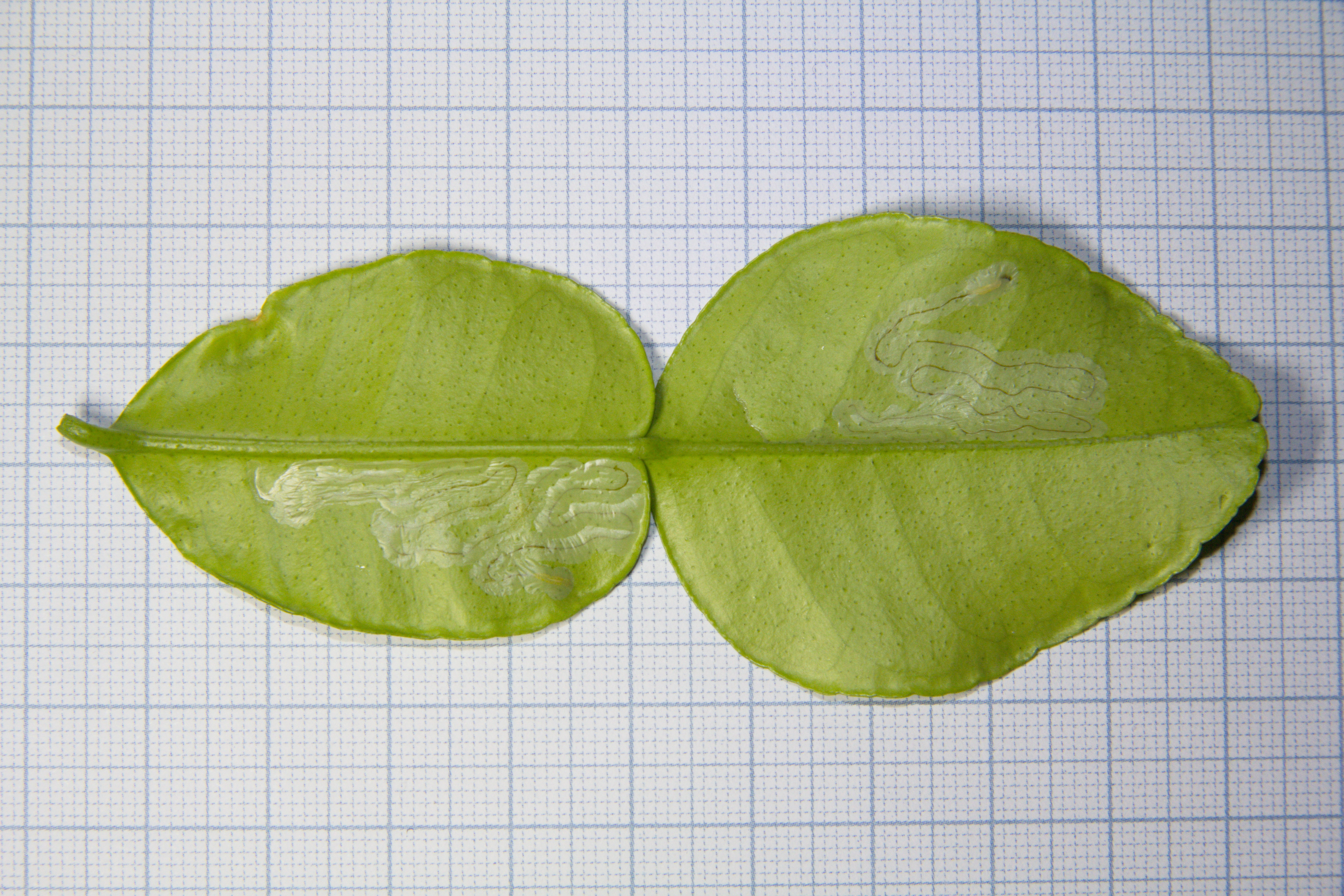
Pagina inferiore di una foglia di combava (Citrus hystrix) aggredita da 2 larve di Phyllocnistis citrella

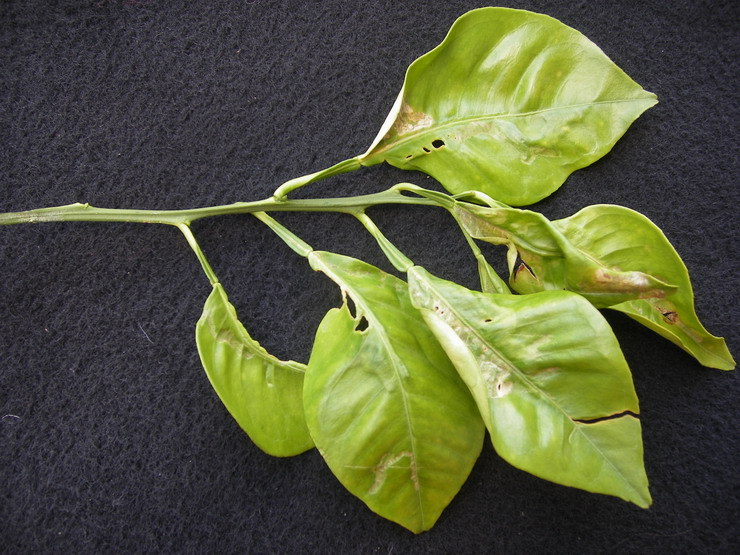
Foglie minate da P. citrella

### Frutti
I frutti colpiti a maturità presentano la superficie della buccia incisa dall'attività della larva. Si ha una maggiore incidenza di danni sui frutti di limone.

## Ciclo biologico
Gli adulti sono attivi durante le ore notturne. P. citrella sverna entro le gallerie larvali, come larva o allo stato di crisalide. Le femmine depongono sulle foglie tenere un numero variabile di uova isolate, da 7 a 108, e su ambedue le lamine fogliari, in prossimità della nervatura mediana. Dopo un breve periodo di incubazione (da 2 a 10 giorni) le larve neonate che sono inizialmente plasmofaghe (di I tipo) penetrano nell'epidermide superiore o inferiore della foglia scavando mine serpentiformi del diametro inferiore a 1mm, ma che interessano solo l'epidermide. Le larve di II tipo fuoriescono dalle mine e ripiegano una piccola porzione del lembo fogliare con fili sericei formando un ricovero, nell'interno del quale si incrisalidano per poi dare il nuovo adulto dopo 5-8 giorni. Il microlepidottero, in funzione delle condizioni ambientali, può compiere da 5 a 13 generazioni l'anno con un rallentamento dello sviluppo nei periodi più freddi; anche se con temperature di 26-29 °C svolge il ciclo di sviluppo in circa 15 giorni. I primi attacchi si manifestano intorno alla metà di giugno, purché la temperatura notturna non scenda al di sotto di 12 °C (soglia termica per l'insetto).

## Antagonisti
Predatori: Crisope, Tripidi.
Parassitoidi: 
- Pnigalio agraules Walker;
- Ageniaspis citricola Logvin, 1995: imenottero encirtide introdotto dalla florida;
- Cirrospilus pictue Nees;
- Semielacher petiolatus: diffusione spontanea in Italia meridionale;
- Citrostichus phyllocnistoides Narayanan, 1998, e Quadrastichus sp.: entrambi provenienti da Israele.

## Difesa

### Interventi agronomici
I mezzi agronomici mirano a controllare l'attività vegetativa della pianta in modo da limitare, in alcuni periodi dell'anno, la disponibilità di giovani foglie suscettibili all'attacco.
Ciò si ottiene:
- evitando gli stress idrici;
- riducendo gli apporti azotati estivi;
- anticipando la potatura che deve essere annuale e di limitata entità.
- eliminando l'eccessiva presenza di succhioni che con la loro germogliazione favoriscono lo sviluppo continuo dell'insetto.

### Interventi chimici
La lotta è opportuna in vivaio, nei nuovi impianti, sui reinnesti e nei limoneti sottoposti a forzatura.
In ogni caso è necessario intervenire, contro le larve giovani, solo al superamento della soglia del 50% di germogli infestati.
Si consiglia di utilizzare sostanze attive caratterizzate da ridotta tossicità ed efficaci nei confronti di P. citrella, quali:
- Abamectina;
- Azadiractina (Biologico);
- Regolatori di crescita: Flufenoxuron;
- Neonicotinoidi: Thiamethoxam, Imidacloprid.

### Controllo biologico
In condizioni di pieno campo e nei vivai, condotti secondo metodologie di agricoltura integrata, si registra la presenza dei parassitoidi  Semielacher petiolatus e  Citrostichus phyllocnistoides (imenotteri eulofidi) che sono importanti fattori naturali di contenimento della minatrice serpentina.